# Spinulum annotinum subsp. annotinum
Espèce
Synonymes
- Lycopodium annotium L.

Le Lycopode à rameaux annuels, Lycopode à rameaux d'un an ou Lycopode à feuilles de genévrier (Spinulum annotinum subsp annotinum, anciennement Lycopodium annotium) est un lycopode de la famille des Lycopodiaceae. Ce lycopode forme d'importantes colonies et il est protégé sur une grande partie du territoire français.

## Taxonomie

### Historique
Classée à l’origine comme faisant partie du genre Lycopodium, une récente étude de 2003 menée par le botaniste Arthur Haines a reclassé cette espèce dans le nouveau genre Spinulum décrit la même année (voir article : Spinulum).

### Étymologie
L’épithète « annotinum », littéralement « annuel, âgé d’un an », fait allusion aux constrictions qui marquent la croissance des rameaux et qui permettent de bien distinguer les pousses de la dernière année.

## Description

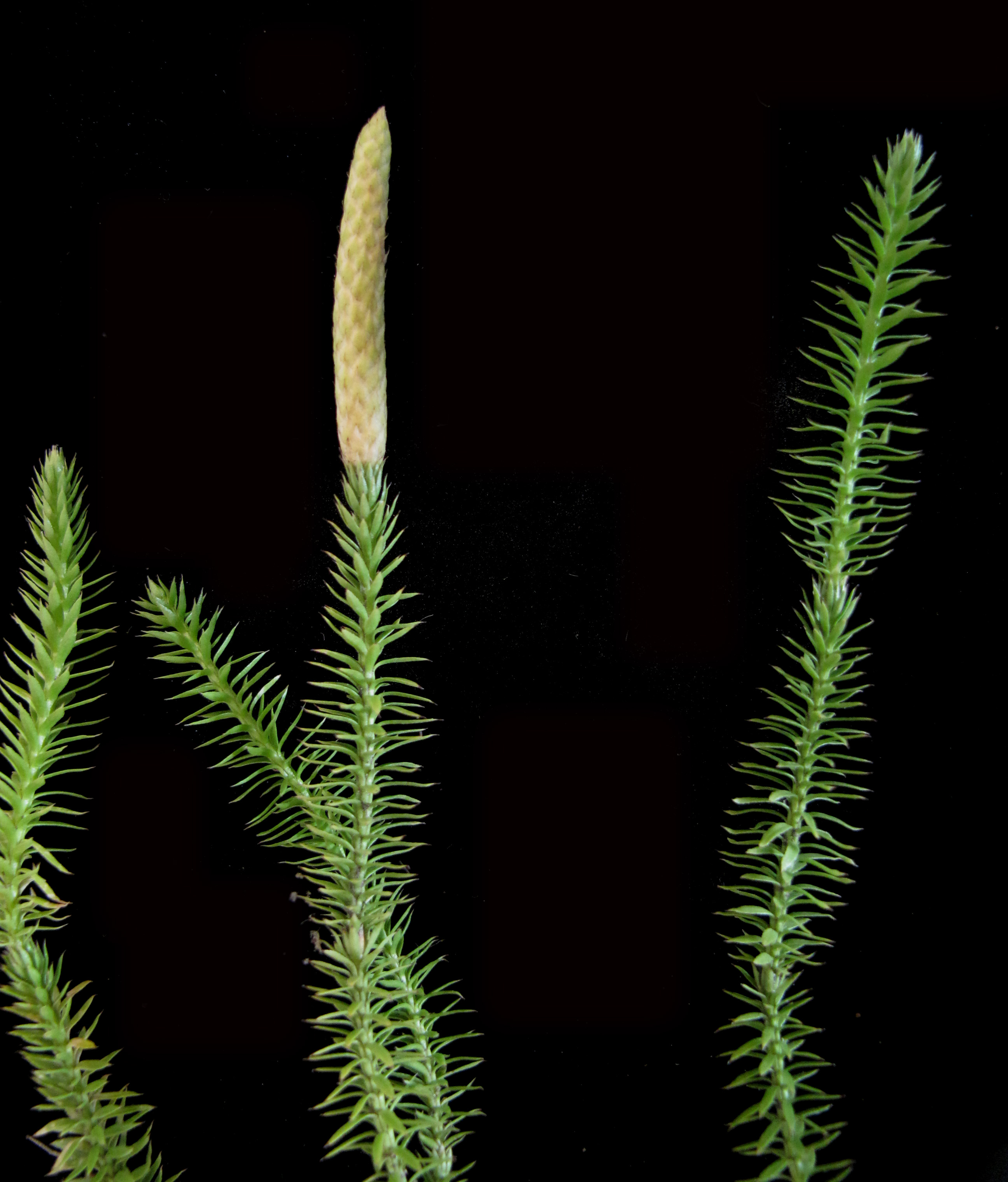
Détails sur un strobile et rameaux stériles

Le Lycopode à feuilles de genévrier présente une tige longuement rampante et ramifiée, longue avec quelques racines de place en place. Cette tige porte des rameaux, eux-mêmes ramifiés, espacés dont la taille varie entre 10 et 25 cm. Au cours de la croissance, les rameaux sont d'abord couchés puis redressés. Ils portent des feuilles courtes ( 0,5 cm), étroites, allongées, raides et piquantes. Elles ont une disposition alterne, souvent recourbées vers le bas, comme les feuilles de genévrier, mais s'en distinguent par une fine denticulation sur les bords (chez Lycopodium clavatum, les feuilles sont prolongées par un poil blanc).
Ce lycopode porte des épis sporangifères plus clairs au sommet des rameaux. Ils sont de forme cylindrique et sont isolés, ils portent des bractées jaunâtres à forme triangulaire, finement denticulées sur les bords et terminées par une sorte d’arête. L’espèce est diploïde (2n = 68 chromosomes).
- Période de sporulation : juillet à septembre.
- Mode de dissémination : anémochore.

C’est une plante vivace. La fructification est estivale, les épis se dessèchent ensuite, mais restent présents jusque dans le courant de la saison suivante. Les rameaux sont végétatifs et persistants, reprenant leur croissance après un arrêt hivernal : une limite entre 2 années est marquée par des feuilles plus petites qui forment une constriction nette sur le rameau.

## Écologie
Le Lycopode à feuilles de genévrier est une plante des sous-bois (hêtraies-sapinières et pessières principalement), poussant sur les sols acides (substrats siliceux ou calcaires superficiellement acidifiés), parmi les mousses et les myrtilles. Ce lycopode occupe aussi, assez souvent, les anciennes tourbières boisées. Parfois à découvert, où il fructifie mieux dans les lisières forestières, les pentes fraîches à rochers humides, dans les landes à myrtille ou rhododendrons. Il forme souvent de vastes populations, à maintien plus stable, semble-t-il, que celles de Lycopodium clavatum. Assez fréquent dès les basses altitudes en Europe du Nord, mais devient montagnard, jusqu’à plus de 2000 m, plus au sud.

## Répartition géographique

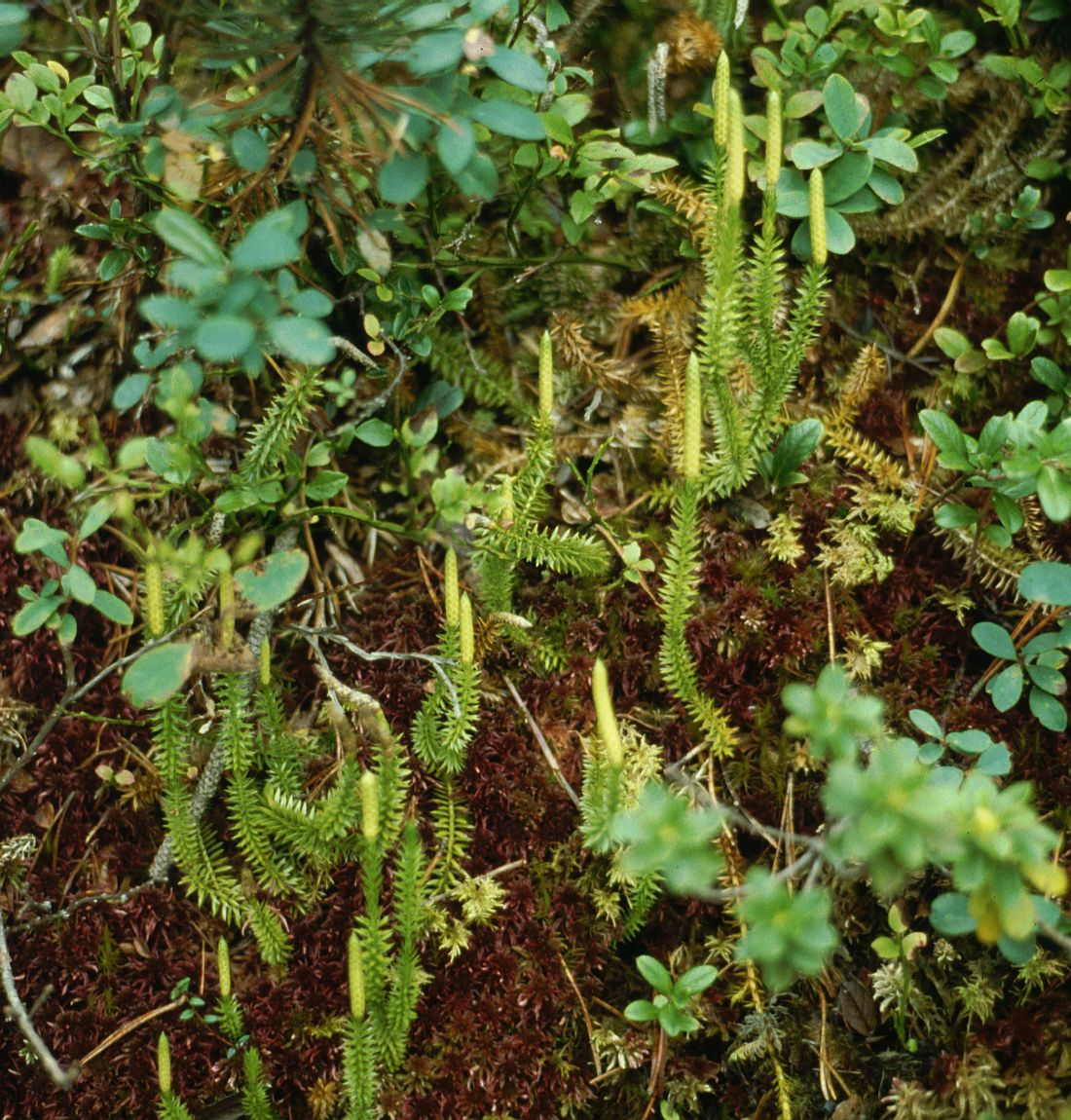
Lycopodium annotinum

Le Lycopode à feuilles de genévrier est une plante des régions tempérées et froides de l’hémisphère nord. En Europe, il est très répandu en Norvège, en Suède, en Finlande, dans le nord de la Russie et en Biélorussie mais est aussi présent en Islande et en Écosse. Son aire se prolonge vers le sud à travers toute l’Europe moyenne, du Danemark et des pays baltes jusqu’au Massif central en France, aux Alpes et aux Carpates, jusqu’en Ukraine. Présence toutefois très ponctuelle plus au sud, comme en Andorre (par ailleurs, inconnu en Espagne), dans le nord des Apennins et dans les Balkans. À noter que l’espèce a été signalée par erreur en Bulgarie. Même si sa présence est confirmée en France, ce lycopode est rare dans tous les massifs montagneux français : les Vosges, le Jura, les Alpes, le Massif central et les Pyrénées.
Hors d’Europe, on le trouve en Asie, de l’Oural au Kamtchatka et au Japon. Également au Groenland et en Amérique du Nord (surtout en Alaska et au Canada, mais aussi aux États-Unis, dans les montagnes Rocheuses et le nord-est du pays).

## Statut de protection et d'évaluation
C'est une espèce protégée en Auvergne, Provence-alpes-Côte d'Azur, Bourgogne et Lorraine.
- En Europe, l’espèce fait partie de la liste rouge européenne des espèces menacées, classées LC.
- En France, l’espèce fait partie de la liste rouge de la flore vasculaire de France métropolitaine depuis 2019, classée LC.

### Statut de d'évaluation dans les régions
- Liste rouge de la flore vasculaire de la région Auvergne, classée VU.
- Liste rouge de la flore vasculaire de Rhône-Alpes, classée LC.
- Liste rouge régionale de la flore vasculaire de Provence-Alpes-Côte d’Azur, classée VU.
- La Liste rouge de la Flore vasculaire menacée en Alsace, classée LC.
- Liste rouge régionale de la flore vasculaire de Franche-Comté, classée LC.
- Liste rouge de la flore vasculaire de Midi-Pyrénées, classée VU.
- Liste rouge de la flore de Bourgogne, classée CR.
- Liste rouge régionale de la flore vasculaire de Lorraine, classée LC.
- Liste rouge de la flore vasculaire de Champagne-Ardenne, classée CR.

## Utilisations
Le lycopode est une plante qui est utile dans les maladies du foie[réf. souhaitée].

## Systématique

### Synonyme
- Lycopodium juniperinum
- Lycopodium annotinum

### Sous-espèces
Espèce
Synonymes
- Lycopodium annotium subsp. alpestre (Hartm.) À. Löve & D. Löve

Diffère de Spinulum annotinum subsp. annotinum par ses rameaux plus courts, à feuilles plus petites et presque appliquées contre l’axe, et pas ses épis, eux aussi, plus courts (1 à 1,5 cm au lieu de 2 à 3 cm pour la forme type). Cependant, les caractères de cette sous-espèce nordique ne sont pas nettement tranchés. En effet, les intermédiaires avec la forme type sont fréquentes.
Existe en Islande, en Norvège, en Suède, en Finlande et dans le nord de la Russie, dans les landes rases et les clairières forestières, surtout en montage et au nord du cercle polaire. À noter que certains spécimens des Alpes s’en rapprochent parfois un peu. Cette sous-espèce se retrouve aussi en Amérique du Nord, en Sibérie et dans l’Himalaya.